# Praomys jacksoni
Praomys jacksoni is een knaagdier uit het geslacht Praomys dat voorkomt van Midden-Nigeria en Noordoost-Angola tot Zuid-Soedan, Oost-Tanzania en Zambia. Mogelijk zijn er echter meerdere soorten binnen P. jacksoni. P. jacksoni is de belangrijkste soort binnen de P. jacksoni-groep, die ook Praomys degraaffi, Praomys minor en Praomys mutoni omvat, allemaal soorten met een kleine verspreiding.